# 练习曲作品10第5号 (肖邦)

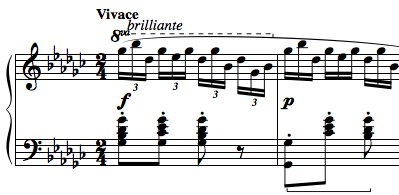
練習曲 Op. 10, No. 5的開頭

降G大調練習曲，作品10第5号（Étude Op. 10, No. 5），又被稱為「黑鍵練習曲」，是由弗雷德里克·蕭邦在1830年为钢琴独奏所作的练习曲。此曲的特點是右手只快速地彈奏黑鍵，除了在第66小節的一個F♮音。
左手演奏旋律，多數是和弦和八度，而右手則在黑鍵上伴隨着輕快的三連音。

## 結構

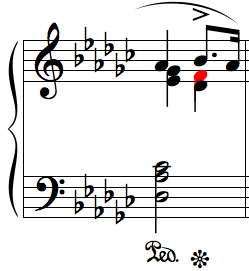
那紅色音符就是F♮音，在右手唯一的白鍵。

根據表演方式，這首練習曲可分為四部份。第一主題是序章，在第二次重奏後加入一些一些變化。第二主題是兩次清掃琶音後開始，包含了鋼琴一半的長度，歷時16小節，並是半練習曲的主音（降D大調）。第一主題重奏一次，並開始發展成為尾聲。在此「發展」中，只有一個右手白鍵：第66小節的一個F♮音。因為這個小節的右手部份只有四分音符，除了最後一個小節。它包含了以前未使用的F♮音，它設定了一個進入尾聲的節奏。尾聲是連奏蓬勃的主調音，然後是雙手快速的彈奏斷奏的八度。
一些突出的鋼琴家，包括霍羅威茨和羅森塔爾，選擇演奏最後的八度滑音。
這首練習曲的強弱法更經常地比任何其他練習曲記譜。在第16小節，蕭邦表名了14個動態變化，隨著快速踏踏板及各種銜接。這並不一定意味著強弱法應該比其他任何東西更強調，蕭邦寫了這個輕鬆的曲子，鮮明但不重強弱法。這些因素，再加上甚快板節奏，提供了它的挑戰。

## 改编作品
- 利奥波德·戈多夫斯基寫了6首鋼琴雙手及1首鋼琴左手的改編曲，另有一首與 Op. 25, No. 9 混合的鋼琴雙手改編曲。

## 外部連結
- 蕭邦練習曲分析 （页面存档备份，存于）（英文）
- 练习曲作品10：国际乐谱典藏计划上的乐谱
- 来自乌托邦计划（英语：Mutopia Project）的多种格式樂譜 （页面存档备份，存于）
- YouTube上此曲的演奏音频：伊格纳兹·弗里德曼，阿尔弗雷德·科尔托，拉乌尔·科查尔斯基，阿图尔·鲁宾斯坦，克劳迪奥·阿劳，弗拉基米尔·霍洛维茨，拜伦·贾尼斯，弗拉基米尔·阿什肯纳齐，毛里齐奥·波利尼